# ア・ジアリスタ
『ア・ジアリスタ』（ポルトガル語：A Diarista）は、ブラジルのテレネベラである。

## キャスト
- Cláudia Rodrigues:Maria Elizabeth
- Dira Paes:Sônia Neiva
- Milhem Cortaz:Osvaldo